# Beskides moravo-silésiennes
Les Beskides moravo-silésiennes sont un massif montagneux de République tchèque avec une petite partie en Slovaquie. Elles se trouvent dans les Beskides dans les Carpates occidentales. Elles sont de part et d'autre de la frontière historique entre la Silésie et la Moravie.

## Géographie

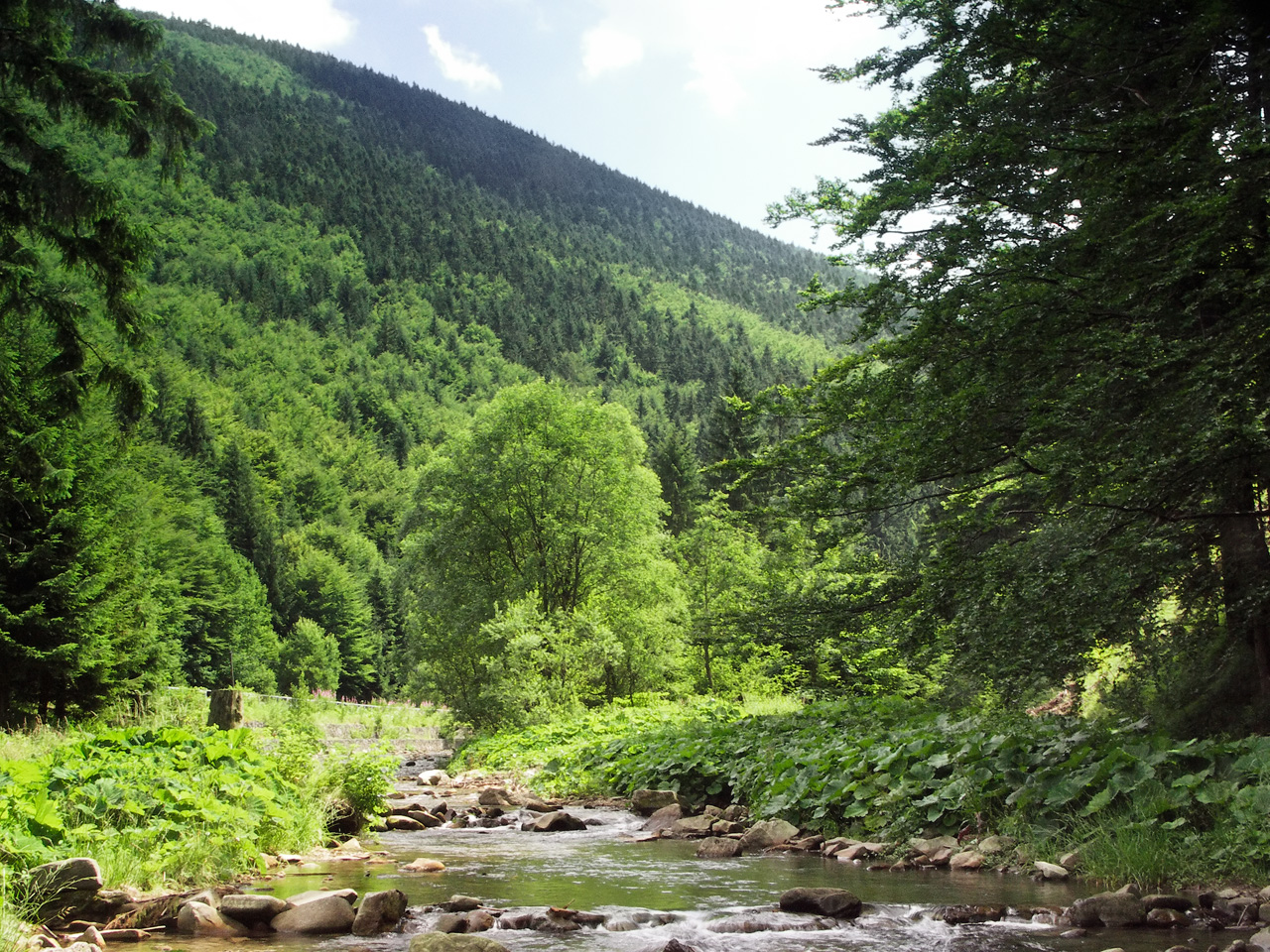
La rivière Čeladenka dans les Beskides moravo-silésiennes

Ces montagnes ont été créées lors de l'orogenèse alpine au Cénozoïque. Géologiquement, elles consistent principalement en des dépôts de flysch. Au nord, elles s’élèvent à près de 1 000 m sur un paysage plutôt plat ; au sud, elles fusionnent lentement avec les Javorníky. Au sud-ouest, elles sont séparées des monts de Vsetín par la vallée de Rožnovská Bečva ; au nord-est, le col de Jablunkov les sépare des Beskides de Silésie.
Le point culminant est la montagne Lysá hora, avec ses 1 323 mètres d'altitude, qui est l’un des endroits les plus pluvieux de la République tchèque avec environ 1 500 mm de précipitations par an. De nombreuses légendes sont liées au mont Radhošť, à 1 129 m, qui est l’un des endroits les plus visités dans les montagnes avec la station balnéaire voisine de Pustevny.
Smrk, avec une altitude de 1 276 m, est le deuxième sommet le plus élevé du massif. Sa pente septentrionale s'élève à partir des basses terres environnantes et est séparée du reste des montagnes par les profondes vallées des rivières Ostravice (à l'est) et Čeladenka (à l'ouest) ; au sud, elle se confond avec les basses Zadní hory (les « montagnes arrière »).

## Faune et flore
Les Beskides moravo-silésiennes forment la plus grande partie de l'aire protégée du paysage des Beskides (en tchèque : Chráněná krajinná oblast). Les montagnes sont couvertes à 80 % de forêts, mais principalement de plantations d'épicéas qui ont été gravement endommagées par les émissions polluantes de la région industrielle d'Ostrava. À l'origine, les montagnes étaient recouvertes d'une forêt mixte à dominante de hêtres, conservée dans de nombreux endroits. Récemment, les trois grands carnivores d’Europe centrale — le lynx, l'ours et le loup — ont été observés de manière permanente.

## Tourisme
Il existe de nombreuses stations balnéaires populaires pour les activités estivales et hivernales, avec des centres dans les villes situées sous les montagnes (Frýdlant nad Ostravicí, Frenštát pod Radhoštěm, Rožnov pod Radhoštěm) et également dans des stations plus petites.